# 15868 Akiyoshidai
15868 Akiyoshidai eller 1996 OL är en asteroid i huvudbältet som upptäcktes den 16 juli 1996 av den japanska astronomen Akimasa Nakamura vid Kuma Kogen-observatoriet. Den är uppkallad efter karstplatån Akiyoshidai i Yamaguchi i Japan.
Asteroiden har en diameter på ungefär 6 kilometer.